# Okamuraea micrangia
Okamuraea micrangia är en bladmossart som beskrevs av Wang You-fang, Hu Ren-liang in Wang You-fang, Zhu Jun och Hu Ren-liang 2000. Okamuraea micrangia ingår i släktet Okamuraea och familjen Brachytheciaceae. Inga underarter finns listade i Catalogue of Life.